# Leitveneninsuffizienz
Als Leitveneninsuffizienz bezeichnet man eine Funktionsstörung der tiefen Venen des Beines, im Rahmen derer die Klappen in den tiefen Venen nicht mehr schließen und somit nicht mehr ihre Funktion als Ventil erfüllen können. Die Frühform der Leitveneninsuffizienz wird als frühe Inkompetenz der Leitvenen bezeichnet. Sie ist definiert als verspäteter Klappenschluss der tiefen Beinvenen. 

## Ursachen
Man unterscheidet die primäre und die sekundäre Leitveneninsuffizienz. Während die sekundäre Klappeninsuffizienz zu Beginn (= unmittelbar nach der Thromboseauflösung) auf einen bestimmten Venenabschnitt begrenzt ist, betrifft die primäre Leitveneninsuffizienz recht gleichmäßig das gesamte tiefe Venensystem. Dennoch kommt es (natürlich) zunächst an einer und erst in der Folge nacheinander an allen folgenden Venenklappen zur Insuffizienz. Naturgemäß tritt die primäre Leitveneninsuffizienz beidseits auf, während die sekundäre Leitveneninsuffizienz ein Bein (zumindest anfangs nur im betroffenen Abschnitt) betrifft.

### Primäre Leitveneninsuffizienz
Man spricht von primärer Leitveneninsuffizienz, wenn diese ohne einen erkennbaren Auslöser auftritt, als Folge einer angeborenen Disposition (Veranlagung), die sich irgendwann im Lauf des Lebens manifestiert (in Erscheinung tritt). 
Dass die Klappen der tiefen Beinvenen nicht mehr schließen, könnte Folge einer Erweiterung der tiefen Venen sein. In diesem Falle käme es durch Veranlagung oder jedenfalls ohne erkennbaren Auslöser zur Erweiterung der tiefen Beinvenen und in der Folge zur Insuffizienz der Klappen. 
Ebenso wäre denkbar, dass die Klappen ohne erkennbare Ursache (Idiopathie) ihre Funktion aufgeben und in der Folge die Venen sich erweitern (dilatieren).
Sicher ist, dass jede Erweiterung (Dilatation) irgendwann zur Insuffizienz führen muss, nämlich in dem Moment, wo die Klappenränder aufgrund des Auseinanderweichens der Klappenbasis nicht mehr aneinander gelangen können. Schon vorher wird es für die Klappen immer schwieriger, bei Belastung fest zu schließen, da der Teil der Klappen, der bei Belastung aneinander liegt, immer kleiner wird. In diesen Fällen kommt es erst zur frühen Inkompetenz des tiefen Venensystems mit verspätetem Klappenschluss und einige Zeit später zur Insuffizienz. 
Es ist nicht geklärt, ob nur einer der beiden Mechanismen existiert, es spricht aber vieles dafür, dass beides möglich ist.

### Sekundäre Leitveneninsuffizienz
Die Leitveneninsuffizienz als Folge einer anderen Veränderung ist praktisch immer Folge einer tiefen Beinvenenthrombose. Der Thrombus (das Gerinnsel) zerstört das feine Gewebe der Klappe. Zu Beginn der Thrombose ist die Vene durch den Thrombus verschlossen. Sobald der Körper das Gerinnsel aufgelöst hat, ist die Strombahn wieder frei, aber die Klappen haben unter den Abbauvorgängen gelitten. Schlimmstenfalls sind sie komplett abgebaut worden und kaum noch sichtbar, auf jeden Fall aber ohne Funktion. Die Leitveneninsuffizienz ist in einem solchen Falle anfangs eine reine Klappeninsuffizienz der tiefen Venen, unabhängig davon, ob die tiefe Vene einen normalen Durchmesser aufweist oder erweitert ist. Die Erweiterung der tiefen Vene kann in der Folge auftreten. Ob es dazu kommt, hängt ganz wesentlich von der Qualität der Therapie ab, in erster Linie von der Kompression.

## Diagnostik
Der Nachweis der Erweiterung ist mittels Phlebografie oder Sonographie möglich. Der Nachweis der Klappeninsuffizienz, das Ausmaß sowie die Dauer des Blutrückflusses (Reflux) und gegebenenfalls die Bestimmung der zurückströmenden Blutmenge sind die Domäne der Duplexsonografie. 
Standardmäßig wird heute bei Verdacht auf Leitveneninsuffizienz eine Farbduplexsonografie durchgeführt, um den Nachweis der Klappeninsuffizienz zu führen und das Ausmaß des Refluxes zu bestimmen, vor allem die Strecke, die ohne Klappenfunktion ist.  

## Therapie
Es gibt weder operative noch medikamentöse Möglichkeiten der Therapie. Allein die Kompressionstherapie ist wirksam.